# Delilah (chanson de Tom Jones)
Singles de Tom Jones
I'm Coming Home
(1967) Help Yourself
(1968)
Delilah est une chanson de 1968 écrite par Les Reed, composée par Barry Mason (en) et interprétée par le chanteur gallois Tom Jones. 

## Histoire
Sortie en février 1968 au Royaume-Uni sous le label Decca (F 12747), Delilah se classe no 2 des ventes de singles dans ce pays en mars et no 15 aux États-Unis la même année.
La chanson se classe également numéro un dans plusieurs pays dont la France, l'Allemagne, l'Afrique du Sud, la Belgique et les Pays-Bas.
Delilah est chantée comme hymne officieux par les supporters de l'équipe du pays de Galles de rugby à XV. En 2014, l'ancien président de Plaid Cymru Dafydd Iwan demande aux supporters gallois d'arrêter de la chanter car les paroles, qui racontent l'histoire d'un homme jaloux qui tue son amante, banalisent la violence contre les femmes. Cette demande est reprise en 2016 par le député Chris Bryant.
La fédération de rugby galloise interdit définitivement la chanson dans les stades le 1er février 2023.

## Reprises
Sheila reprend cette chanson en français sous le titre Dalila d'abord dans un 45 tours en 1968, puis dans son album vinyle 33 tours La Vamp - Long sera l'hiver. Elle a aussi chanté une chanson Samson et Dalila qui n'a aucun lien si ce n'est le nom de Dalila. 